# Spencer Silver
Spencer Ferguson Silver III (San Antonio, 6 de febrero de 1941 - Saint Paul, 8 de mayo de 2021) fue un químico e inventor estadounidense que se especializó en adhesivos. 3M le da crédito por haber ideado el adhesivo que Arthur Fry utilizó para crear los Post-it.

## Primeros años
Spencer Ferguson Silver III nació en San Antonio, Texas el 6 de febrero de 1941, hijo de Bernice (de soltera Wendt) y Spencer Silver Jr. Su padre era contable mientras que su madre era secretaria. Se especializó en química en la Universidad Estatal de Arizona, obtuvo una licenciatura en 1962, luego obtuvo un doctorado en química orgánica de la Universidad de Colorado en Boulder en 1966, antes de ocupar un puesto como químico senior en los laboratorios de investigación central de 3M.

## Carrera profesional
Spencer comenzó su carrera en el laboratorio central de investigación de 3M como químico senior enfocado en el desarrollo de adhesivos sensibles a la presión. Comenzó a trabajar en 1968 para intentar crear un adhesivo fuerte que pudiera usarse para la construcción de aviones. Sin embargo, fracasó en ese objetivo y terminó desarrollando un adhesivo de "baja adherencia" hecho de diminutas esferas acrílicas que se adherían solo donde eran tangentes a una superficie determinada, en lugar de aplanarse contra ella. El agarre del adhesivo era lo suficientemente fuerte como para mantener los papeles juntos, pero lo suficientemente débil como para permitir que los papeles se separen nuevamente sin romperse. También podría usarse una y otra vez. El adhesivo, microesferas de copolímero de acrilato, se patentó en 1972 y se describió como adecuado para su uso como pulverizador.
En 1974, Arthur Fry, un ingeniero químico de la división de grifos de 3M, asistió a un seminario interno organizado por Silver, quien promovía las propiedades de su adhesivo. Fry lo consideró como una posible solución a un desafío práctico, el de evitar que los marcadores de papel se cayeran de su himnario cuando cantaba en la iglesia. Fry desarrolló marcadores con el adhesivo de Silver, evitando que dejaran residuos, y buscó interesar a otros dentro de la empresa 3M en ellos. Las notas adhesivas se comercializaron inicialmente con el nombre de Post 'n Peel en cuatro ciudades desde 1977 y como notas Post-it desde 1980 en todo Estados Unidos. El Post-it tal como lo conocemos fue patentado por Fry en 1993 como un "material de lámina adhesiva sensible a la presión reposicionable".
Silver trabajó durante más de 30 años en 3M ascendiendo a un puesto de científico corporativo antes de jubilarse en 1996. Algunos de los otros productos en los que trabajó incluyeron copolímeros de bloque e inmunodiagnósticos. Está incluido en más de 20 patentes estadounidenses.
Silver recibió varios premios por su trabajo, incluido el Premio de la American Chemical Society y la incorporación al Salón de la Fama de los Inventores Nacionales en 2011. Un libro de notas post-it se encuentra en la colección permanente del Museo de Arte Moderno de la ciudad de Nueva York y Spencer Silver y Art Fry reciben crédito de artista.

## Vida personal
En 1965, Silver se casó con Linda Martin, una programadora de computadoras a quien conoció cuando ella era estudiante y trabajaba a tiempo parcial en el departamento de química de la Universidad de Colorado en Boulder y él estaba cursando su doctorado en la misma universidad. La pareja pasó a tener dos hijas, una de las cuales falleció antes que Silver en 2017.
Silver fue un pintor aficionado que se dedicó al arte en serio después de su jubilación, trabajando en óleos y pasteles sobre lienzos y acrílicos para crear pinturas abstractas.
Silver murió en su casa en Saint Paul, Minnesota el 8 de mayo de 2021, a causa de la taquicardia ventricular que padecía. Tenía ochenta años.